# Robert Nyel
Robert Niel, dit Robert Nyel, est auteur-compositeur-interprète puis dessinateur satirique et artiste peintre français, né le 18 avril 1930 à Grasse (Alpes-Maritimes) et mort le 26 novembre 2016 dans la même ville.

## Biographie
Robert Nyel est chanteur et surtout parolier, associé à la compositrice Gaby Verlor (1921-2005). Il s'inscrit dans la mémoire collective francophone avec au moins trois chansons : Ma p'tite chanson, interprétée par Bourvil en 1960, C'était bien (Le P'tit Bal perdu) interprétée par Bourvil et Juliette Gréco en 1961 et Déshabillez-moi, un titre incontournable du répertoire de Juliette Gréco en 1967.

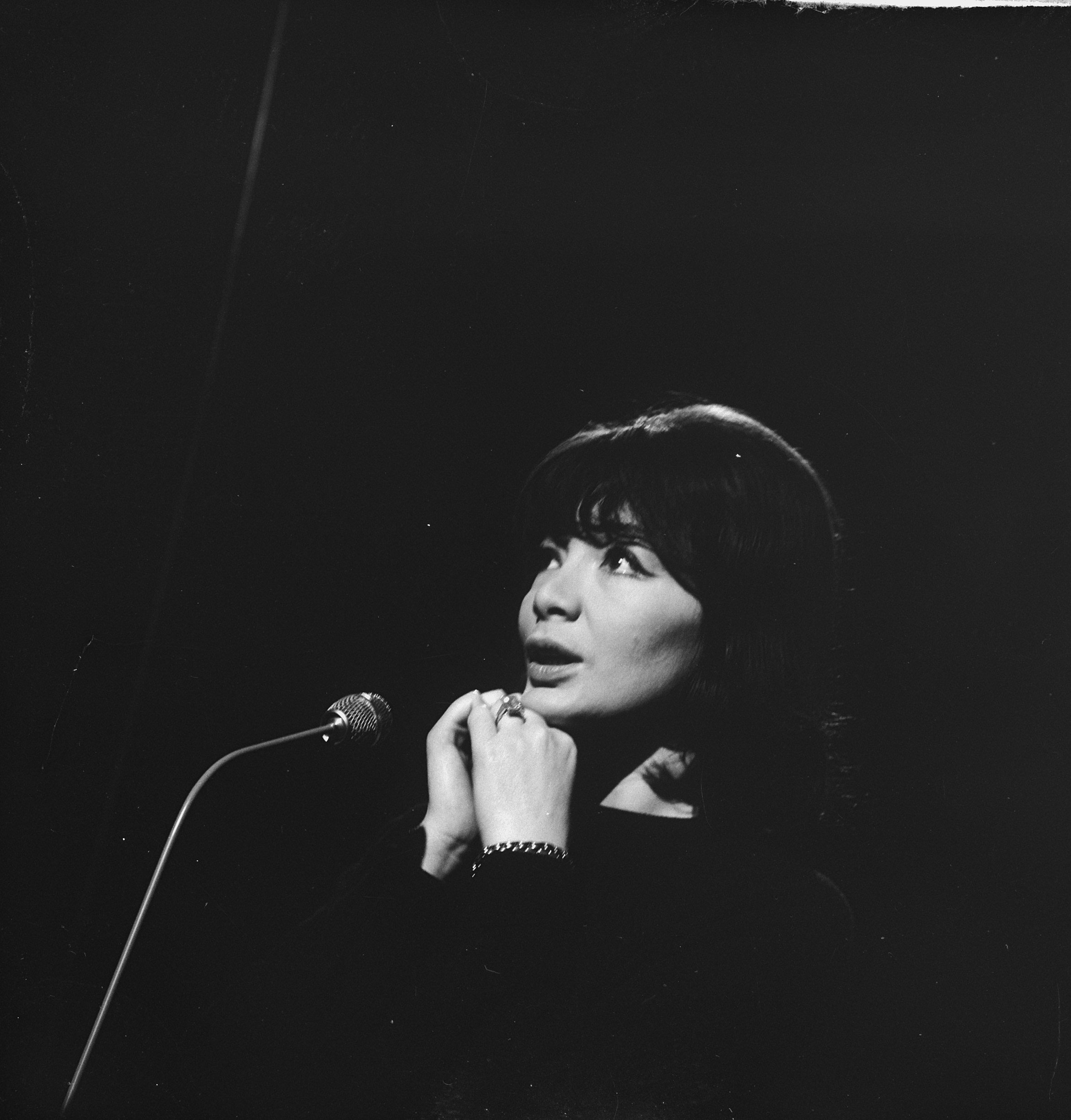
Juliette Gréco

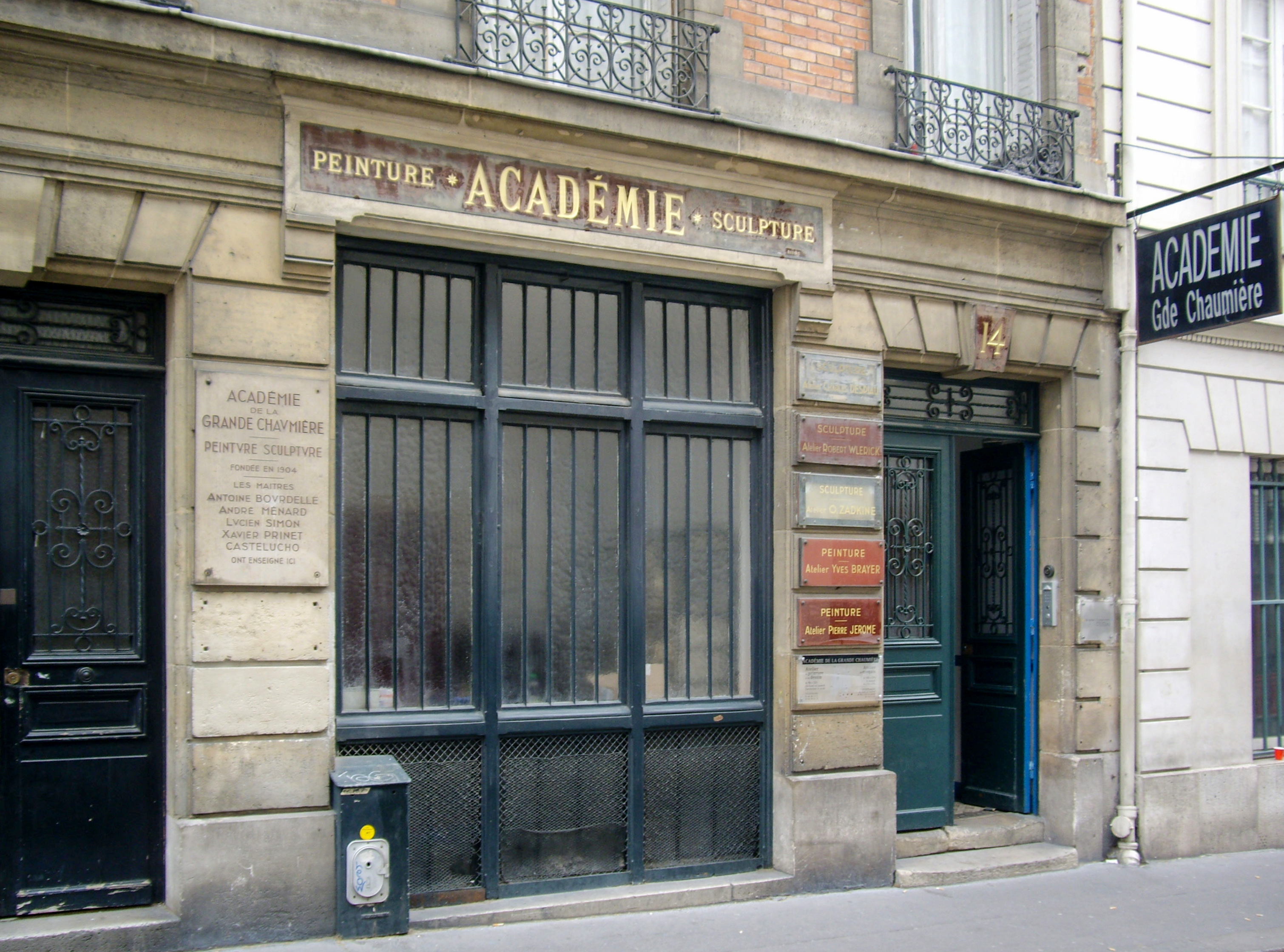
L'Académie de la Grande Chaumière

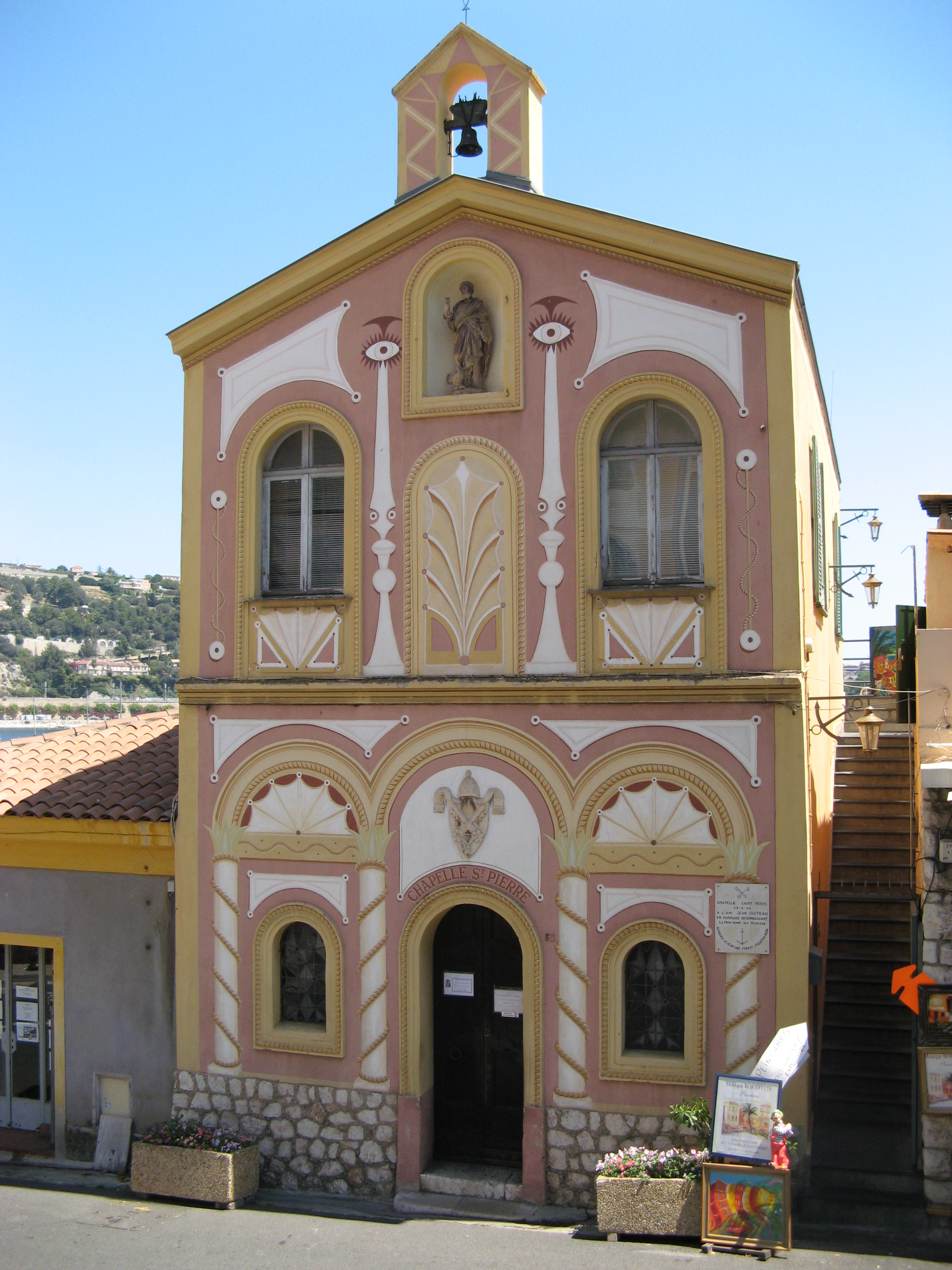
Chapelle Saint-Pierre de Villefranche-sur-Mer

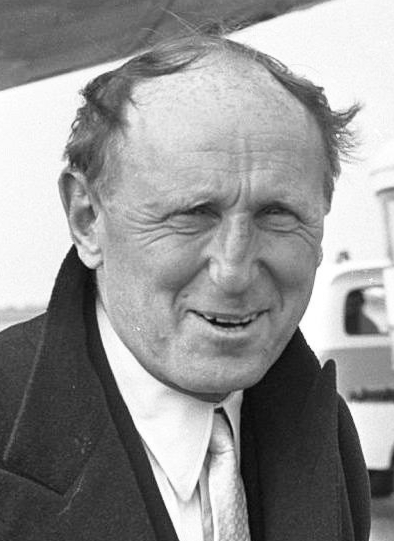
Bourvil

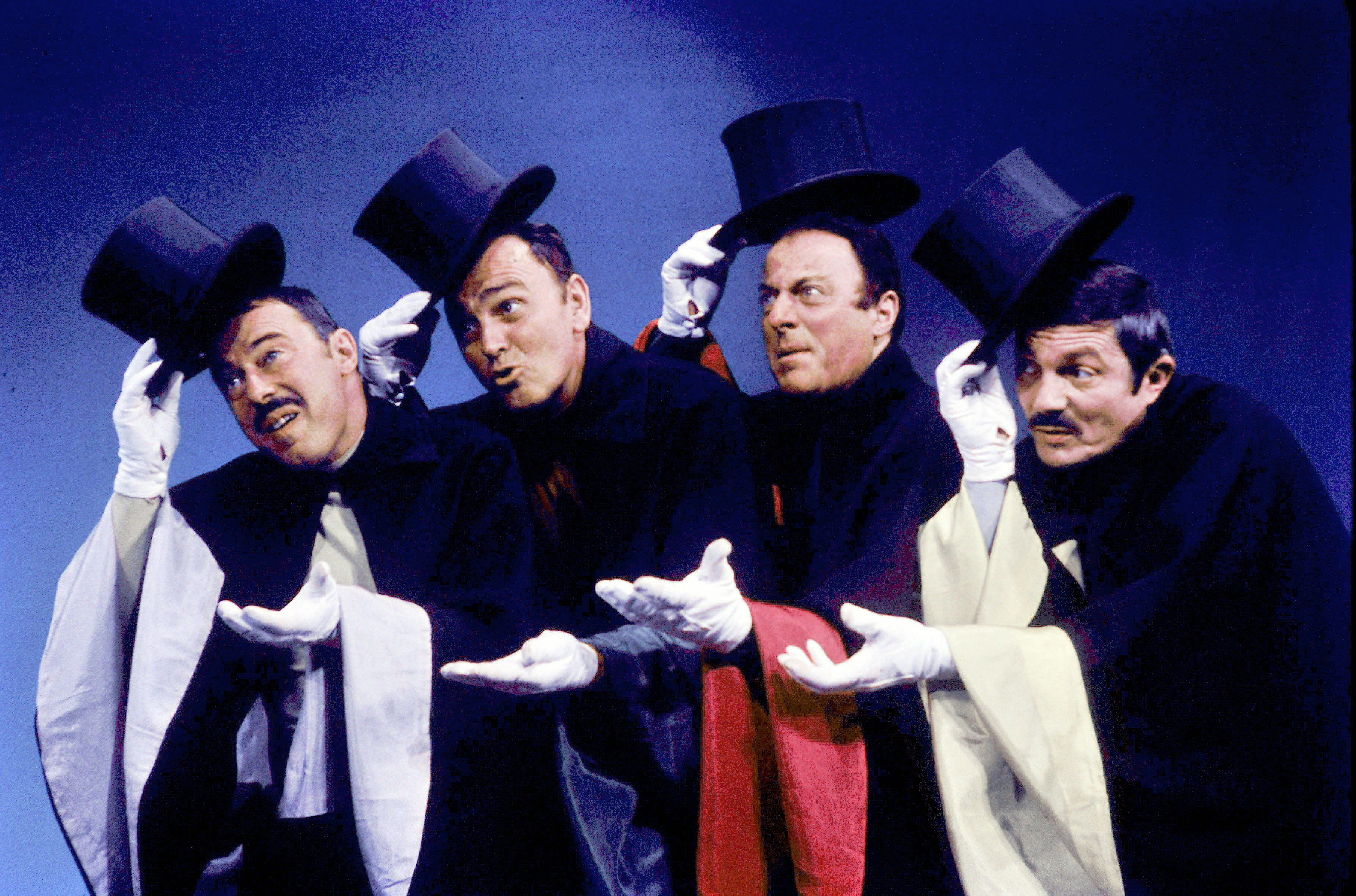
Les Frères Jacques

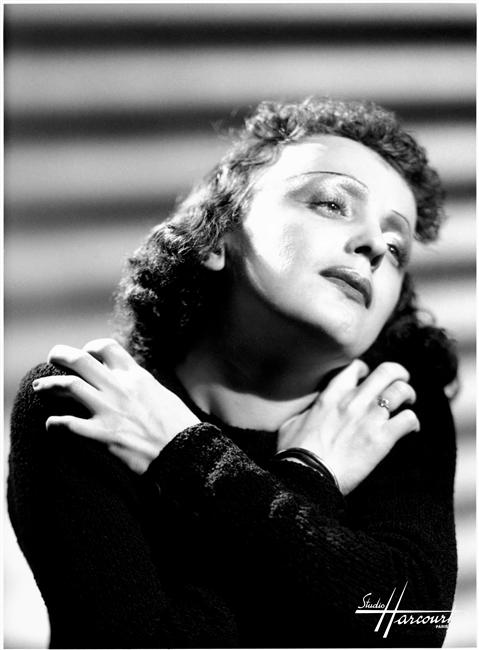
Édith Piaf

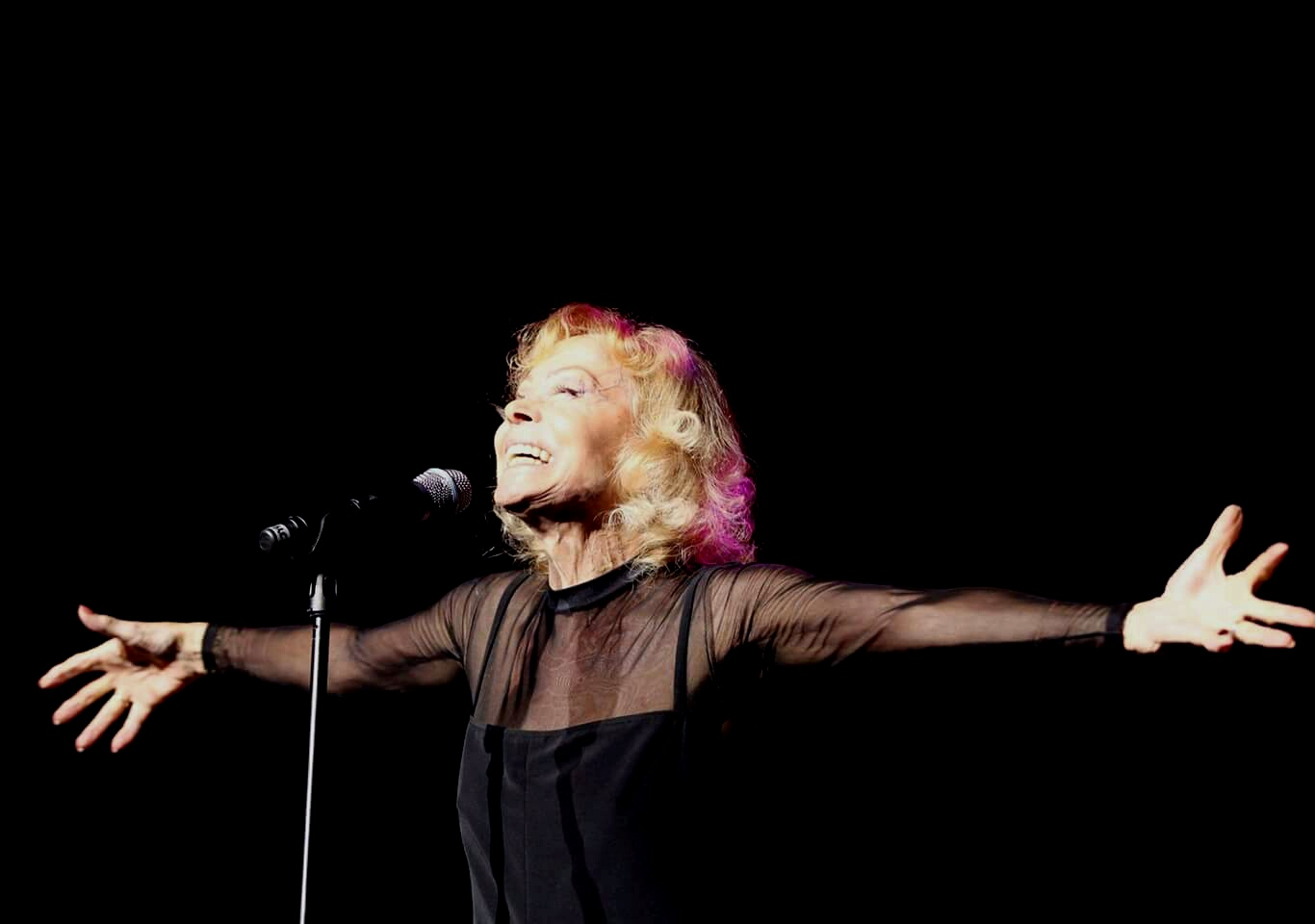
Isabelle Aubret

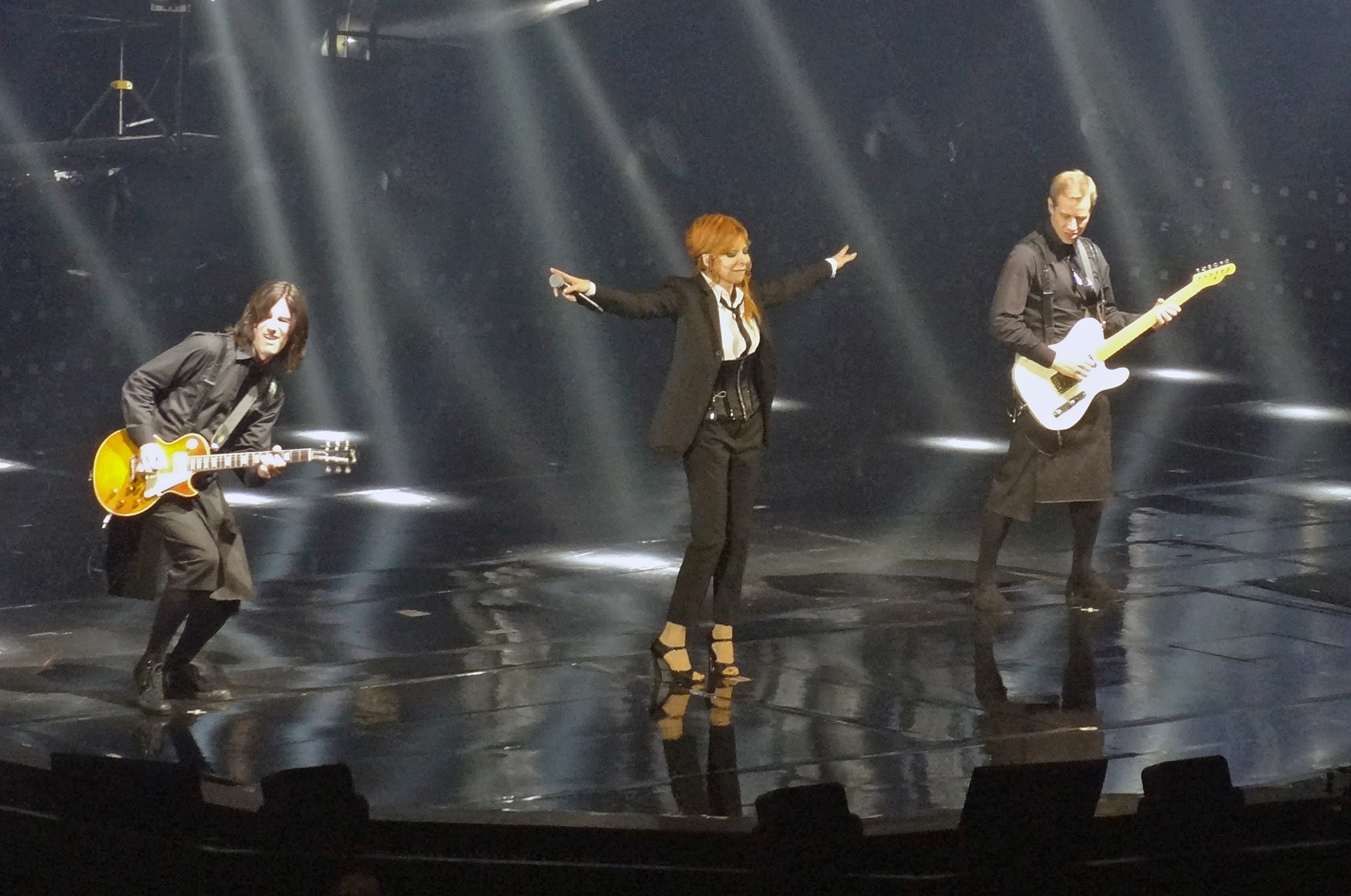
Mylène Farmer

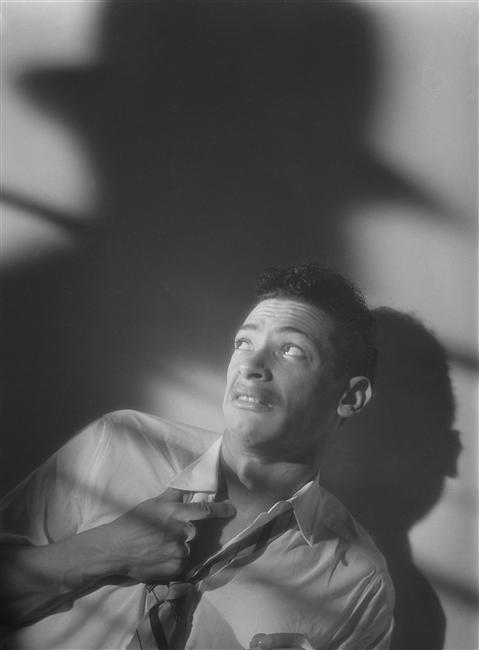
Henri Salvador

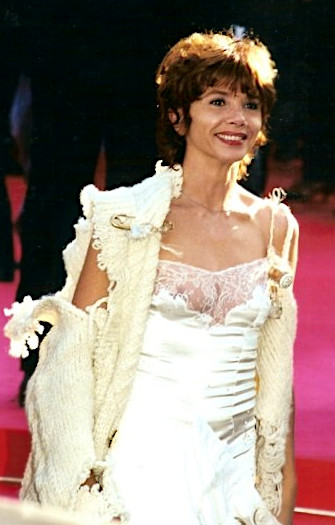
Victoria Abril

Gaby Verlor chante également elle-même les deux premières qu'elle enregistre chez Polydor, tandis que David Lelait-Helo restitue ainsi l'histoire de la troisième : « Robert Nyel imagine le texte de cette chanson pour une strip-teaseuse dont il s'est épris. Il prie sa comparse de l'habiller - si j'ose dire - d'une mélodie. Quelle n'est pas sa déconvenue lorsque Nyel lui apprend qu'il a rompu. Cette chanson, qui n'a donc plus lieu d'être, tombe aux oubliettes jusqu'à ce que Gaby Verlor, par hasard, la murmure à Gréco alors en préparation d'un nouvel album. Le titre, sorti en 1967, remporte début 1968 un grand succès, surtout après qu'on a interdit à Gréco de le chanter dans l'émission Télé Dimanche et qu'a été médiatisé le refus des radios de le diffuser ».
Sa Provence natale inspire Robert Nyel puisqu'il écrit notamment dans cette veine pour lui-même, et pour l'acteur-chanteur marseillais Robert Ripa qui lui doit son plus grand succès, la chanson Magali dont le refrain est en provençal (1962). Magali figure également au répertoire de Gloria Lasso, de Maria Candido et de Maria de Rossi.
En juillet-août 1966, il est l'une des trois vedettes américaines (avec Claire Ferval et Pierre Perret) de la tournée en France de Charles Aznavour. En 1983, accompagné au piano par Claude Rogen, il est la vedette du gala de Radio 20/20 sur la scène du Centre international de séjour de Paris.
Parallèlement à la chanson, Robert Nyel, élève de l'Académie de la Grande Chaumière, se consacre au dessin satirique pour Presse magazine et pour Le Hérisson, ainsi qu'à une peinture qui est qualifiée de « nourrie et expressive », à Grasse, sa ville natale. S'il participe au Salon des surindépendants en 1952, ensuite au Salon des indépendants et au Salon de la Société nationale des beaux-arts, on lui doit également la restauration des peintures de Jean Cocteau en la chapelle Saint-Pierre de Villefranche-sur-Mer.
Il meurt le 26 novembre 2016 à Grasse et est inhumé le 1er décembre 2016 au cimetière Sainte-Brigitte de la ville,.

## Expositions personnelles
- Galerie Andreozzi, Marseille, octobre 1987.
- Galerie des Islattes, Jard-sur-Mer, août 2008.

## Distinctions
- Prix de la Jeune Peinture, 1956[10].
- Chevalier des Arts et des Lettres, 2011.

## Ses principaux interprètes
- Luis Mariano :
  - Extraordinaire, musique de Gaby Verlor (1959)
- Bourvil :
  - Ma p’tite chanson, musique de Gaby Verlor (1960)
  - Mon frère d'Angleterre, musique de Gaby Verlor (1960)
  - Aux quatre saisons, musique de Gaby Verlor
  - Il s'en est fallu de peu, musique de Gaby Verlor
  - Tchin-tchin à ton cœur, musique de Gaby Verlor
  - C'était bien (Le P’tit Bal perdu), musique de Gaby Verlor (1961)
  - Toi, tu es ma maison, musique de Gaby Verlor
- Juliette Gréco :
  - C'était bien (Le P’tit Bal perdu), musique de Gaby Verlor (1961)
  - Marions-les, musique de Gaby Verlor (1965)
  - Le Secret des sœurs machin-chose, musique de Gaby Verlor (1966)[11]
  - Déshabillez-moi, musique de Gaby Verlor (album La Femme, 1967)
  - Je me battrai toujours, musique de Gaby Verlor (1971)
  - La Place aux ormeaux, musique de Gérard Jouannest (1983)
- Les Frères Jacques :
  - Le Secret des sœurs machin-chose, musique de Gaby Verlor (septembre 1966 en public au Théâtre Fontaine)
  - La Branche, musique de Gaby Verlor
  - L'oiseau blanc, musique de Gaby Verlor (inédite, travaillée pour une émission de radio en 1975)[12]
- Édith Piaf :
  - Le Droit d'aimer, musique de Francis Lai (1962)
- Isabelle Aubret
  - C’était bien (Le P’tit Bal perdu), musique de Gaby Verlor (1963)
  - Malgré, musique de Gaby Verlor
- Robert Ripa :
  - Entre Rhône et Durance, musique d’Armand Gomez (1959)
  - Magali, musique de Gaby Verlor (1962)
  - Si à Paris, musique de Gaby Verlor
- Mylène Farmer :
  - Déshabillez-moi, musique de Gaby Verlor (album Ainsi soit je..., 1988)
- Henri Salvador:
  - Bormes-les-Mimosas, musique d'Henri Salvador (album Ma chère et tendre, 2003)
  - Tu es venue, musique d'Henri Salvador (album Ma chère et tendre, 2003)
  - le Voyage dans le bonheur, musique d'Henri Salvador (album Ma chère et tendre, 2003)
- Élie Semoun :
  - C'était bien, musique de Gaby Verlor (album Chansons, 2003)
- Victoria Abril :
  - Le P'tit bal perdu, musique de Gaby Verlor (album Olala, 2014)
- Sanseverino :
  - Le Petit bal perdu, musique de Gaby Verlor (album Le Petit bal perdu, 2014)